# 刘泽华
刘泽华（1935年2月—2018年5月8日），中国历史学家、南开大学荣誉教授，致力于中国政治思想史研究，其理论观点和方法独具特色，有学者称为“刘泽华学派”、“王权主义学派”、“南开学派”。

## 生平
1935年生于河北石家庄。1957年参加高考，考入南开大学历史系。后去中山大学进修思想史，师从杨荣国。回南开大学历史系任教。文革中被抄家，参加过1974年“法家著作注释会议”。1979年发表《关于历史发展的动力问题》，强调生产力是历史发展的唯一动力。1980年代两次被选为南开大学历史系主任。1990年退休。2004年刘泽华及弟子和新儒家爆发论战。 2018年5月8日逝世于西雅图。

## 著作
著有《先秦政治思想史》（南开大学出版社1984年版）、《中国传统政治思想反思》、《中国的王权主义》（上海人民出版社2000年版）。主编并与他人合著有：《中国传统政治思维》、《中国政治思想史》（浙江人民出版社1996年版）、《士人与社会》第一、二卷、《专制权力与中国社会》、《中国古代政治思想史（修订本）》（南开大学出版社2001年版），《中国政治思想通史》（中国人民大学出版社2014年版）。
自传《八十自述——走在思考的路上》（生活·读书·新知三联书店2017年出版）。

## 争论
2011年在《炎黄春秋》发表《我在“文革”中的思想历程》，指毛泽东《矛盾论》涉嫌抄袭杨秀峰《社会科学方法论》（刘泽华误为《社会学大纲》），引发《矛盾论》是否原创的争论。